# Opogona simplex
Opogona simplex är en fjärilsart som beskrevs av Walsingham 1897. Opogona simplex ingår i släktet Opogona och familjen äkta malar. Inga underarter finns listade i Catalogue of Life.